# Grauer Schleimfisch
Der Graue Schleimfisch (Paralipophrys trigloides, Syn.: Lipophrys trigloides) ist eine Art der Schleimfische, die im östlichen Atlantik anzutreffen ist.

## Merkmale
Der Graue Schleimfisch besitzt einen schlank langgestreckten und seitlich abgeflachten Körper und wie alle Vertreter der Schleimfische keine Schuppen. Er erreicht eine Körperlänge bis 13 Zentimeter. Der abgerundete Kopf ist mit zwei kleinen, gegabelten Tentakeln ausgestattet, die großen Augen liegen hoch angelegt an den Kopfseiten. Die Färbung kann je nach Untergrund variieren, in der Regel ist der Körper grau bis olivfarben mit einer Zeichnung aus 5 bis 6 dunklen Querbalken.
Die Rückenflosse reicht vom Kopfansatz bis kurz vor den Übergang zur einteiligen Schwanzflosse und besitzt eine deutliche Einkerbung im Bereich des Übergangs zwischen den 12 Hart- und den 16 bis 17 Glieder- bzw. Weichstrahlen. Die fadenförmigen Bauchflossen sind kehlständig, liegen also vor den Brustflossen und bestehen aus einem harten und 3 weichen Strahlen. Die paarigen Brustflossen besitzen 13 Flossenstrahlen und die Afterflosse 2 Hartstrahlen und 18 Weichstrahlen. Die Schwimmblase fehlt wie bei allen Schleimfischen.

## Verbreitung
Der Graue Schleimfisch ist in den Küstenbereichen des Ostatlantiks von der Bretagne bis nach Marokko einschließlich der Azoren, Madeira und der Kanarischen Inseln sowie im Mittelmeer anzutreffen.

## Lebensweise
Die Fische leben im Brandungsbereich an Felsküsten dicht unter der Wasseroberfläche in Tiefen bis zu einem halben Meter. Dabei bevorzugen sie vor allem strukturreiche und steile Felsen mit Muschel- und Algenbewuchs. Gelegentlich sind die Fische auch oberhalb der Wasserlinie im vom Wellenschlag befeuchteten Felsbereich anzutreffen.
Sie ernähren sich von kleinen, bodenlebenden Kleinkrebsen wie Amphipoden, Würmern und Schnecken, außerdem fressen sie Algen.
Die Weibchen laichen von Februar bis Mai und legen die Eier versteckt unter Steine und in Felsspalten ab. Die Männchen bewachen die Gelege mehrerer Weibchen.